# Réserve naturelle marine des îles Tremiti
La réserve naturelle marine des îles Tremiti (en italien : Riserva naturale marina Isole Tremiti) est une aire marine protégée créée en le 14 juillet 1989 dans la région des Pouilles,.

## Territoire
Cette réserve naturelle comprend la zone côtière entourant les îles de San Domino, San Nicola, Capraia et Pianosa. Depuis 1996 elle fait partie du parc  national du Gargano et a été divisée en trois zones,.

## Flore
On y trouve une forêt mixte avec des pins d'Alep (présents uniquement sur l'île de San Domino) et une végétation de falaise, parmi laquelle apparaissent du câprier et du  romarin.
Au niveau marin, on y trouve de l'algue verte comme Acetabularia acetabulum et de l'algue rouge comme la Corallina ou des revêtements de Porifera et de Gorgonacea.

## Faune
La faune terrestre est peu nombreuse. Les îles servent essentiellement d'escale à de nombreuses espèces d'oiseaux lors des migrations. On peut y observer les seules colonies de puffins de la mer Adriatique : le puffin de Scopoli (Calonectris diomedea) et le puffin yelkouan (Puffinus yelkoua).
Les reptiles sont aussi présents comme le Podarcis siculus (lézard sicilien), l'Hemidactylus turcicus (gecko nocturne) et la couleuvre verte et jaune (le seul serpent de l'archipel).
Au niveau piscicole, on y trouve : le vivaneau, dorade, le homard, le mulet, l'hippocampe et, à faible profondeur, le poulpe, la seiche, le mérou…